# Christian Oña
Christian Andrés Oña Alcocer (Pichincha, Ecuador; 23 de enero de 1993) es un futbolista ecuatoriano. Juega de centrocampista y su equipo actual es Vinotinto Ecuador de la Serie A de Ecuador.

## Trayectoria
Se inició en las inferiores del Independiente José Terán (posteriormente pasó a llamarse Independiente del Valle) donde debutó en el fútbol profesional en 2006 en el torneo provincial de Segunda Categoría de Pichincha. Temporadas después debutó en la Serie B de Ecuador y Serie A de Ecuador con la camiseta del cuadro sangolquileño.

## Selección nacional

### Categorías inferiores
Tuvo participación con la selección ecuatoriana de fútbol sub-20 en la Copa Mundial de Fútbol Sub-20 de 2011 disputada en Colombia.

#### Participaciones en Sudamericanos
| Campeonato                  | Sede      | Resultado    | Partidos | Goles |
| --------------------------- | --------- | ------------ | -------- | ----- |
| Sudamericano Sub-20 de 2011 | Perú      | Cuarto lugar | 9        | 0     |
| Sudamericano Sub-20 de 2013 | Argentina | Sexto lugar  | 7        | 0     |

#### Participaciones en Copas del Mundo
| Campeonato                  | Sede     | Resultado        | Partidos | Goles |
| --------------------------- | -------- | ---------------- | -------- | ----- |
| Copa Mundial Sub-20 de 2011 | Colombia | Octavos de final | 2        | 0     |

## Estadísticas

### Clubes
Actualizado al último partido disputado el 12 de mayo de 2025.
| Club                              | Div.          | Temporada     | Liga  | Liga  | Copas nacionales | Copas nacionales | Copas internacionales | Copas internacionales | Total | Total |
| Club                              | Div.          | Temporada     | Part. | Goles | Part.            | Goles            | Part.                 | Goles                 | Part. | Goles |
| --------------------------------- | ------------- | ------------- | ----- | ----- | ---------------- | ---------------- | --------------------- | --------------------- | ----- | ----- |
| Independiente del Valle · Ecuador | 3.ª           | 2006          | 2     | 0     | —                | —                | —                     | —                     | 2     | 0     |
| Independiente del Valle · Ecuador | 3.ª           | 2007          | 4     | 0     | —                | —                | —                     | —                     | 4     | 0     |
| Independiente del Valle · Ecuador | 2.ª           | 2008          | 0     | 0     | —                | —                | —                     | —                     | 0     | 0     |
| Independiente del Valle · Ecuador | 2.ª           | 2009          | 1     | 0     | —                | —                | —                     | —                     | 1     | 0     |
| Independiente del Valle · Ecuador | 1.ª           | 2010          | 9     | 0     | —                | —                | —                     | —                     | 9     | 0     |
| Independiente del Valle · Ecuador | 1.ª           | 2011          | 10    | 0     | —                | —                | —                     | —                     | 10    | 0     |
| Independiente del Valle · Ecuador | 1.ª           | 2012          | 33    | 0     | —                | —                | —                     | —                     | 33    | 0     |
| Independiente del Valle · Ecuador | 1.ª           | 2013          | 17    | 1     | —                | —                | 0                     | 0                     | 17    | 1     |
| Independiente del Valle · Ecuador | 1.ª           | 2014          | 5     | 0     | —                | —                | 0                     | 0                     | 5     | 0     |
| Independiente del Valle · Ecuador | Total club    | Total club    | 81    | 1     | 0                | 0                | 0                     | 0                     | 81    | 1     |
| Deportivo Cuenca · Ecuador        | 1.ª           | 2015          | 39    | 1     | —                | —                | —                     | —                     | 39    | 1     |
| Deportivo Cuenca · Ecuador        | 1.ª           | 2016          | 43    | 0     | —                | —                | —                     | —                     | 43    | 0     |
| Deportivo Cuenca · Ecuador        | 1.ª           | 2017          | 39    | 1     | —                | —                | 2                     | 0                     | 41    | 1     |
| Deportivo Cuenca · Ecuador        | Total club    | Total club    | 121   | 2     | 0                | 0                | 2                     | 0                     | 123   | 2     |
| Universidad Católica · Ecuador    | 1.ª           | 2018          | 43    | 0     | —                | —                | —                     | —                     | 43    | 0     |
| Universidad Católica · Ecuador    | 1.ª           | 2019          | 26    | 0     | 2                | 0                | 6                     | 0                     | 34    | 0     |
| Universidad Católica · Ecuador    | 1.ª           | 2020          | 25    | 1     | —                | —                | 1                     | 0                     | 26    | 1     |
| Universidad Católica · Ecuador    | 1.ª           | 2021          | 4     | 0     | —                | —                | 2                     | 0                     | 6     | 0     |
| Universidad Católica · Ecuador    | 1.ª           | 2022          | 14    | 0     | 1                | 0                | 2                     | 0                     | 17    | 0     |
| Universidad Católica · Ecuador    | 1.ª           | 2023          | 8     | 0     | —                | —                | 0                     | 0                     | 8     | 0     |
| Universidad Católica · Ecuador    | 1.ª           | 2024          | 0     | 0     | 0                | 0                | 0                     | 0                     | 0     | 0     |
| Universidad Católica · Ecuador    | Total club    | Total club    | 120   | 1     | 3                | 0                | 11                    | 0                     | 134   | 1     |
| Vinotinto Ecuador · Ecuador       | 1.ª           | 2025          | 4     | 0     | 0                | 0                | —                     | —                     | 4     | 0     |
| Vinotinto Ecuador · Ecuador       | Total club    | Total club    | 4     | 0     | 0                | 0                | 0                     | 0                     | 4     | 0     |
| Total carrera                     | Total carrera | Total carrera | 326   | 4     | 3                | 0                | 13                    | 0                     | 342   | 4     |
| 1. 2.                             |               |               |       |       |                  |                  |                       |                       |       |       |

## Palmarés

### Campeonatos nacionales
| Título                       | Club                     | País    | Año  |
| ---------------------------- | ------------------------ | ------- | ---- |
| Segunda Categoría de Ecuador | Independiente José Terán | Ecuador | 2007 |
| Serie B de Ecuador           | Independiente José Terán | Ecuador | 2009 |

### Campeonatos provinciales
| Título                         | Club                     | País    | Año  |
| ------------------------------ | ------------------------ | ------- | ---- |
| Segunda Categoría de Pichincha | Independiente José Terán | Ecuador | 2007 |